# Panionios Athen (Basketball)
Panionios Athen eigentlich Panionios G.S.S., (griechisch Πανιώνιος Γ.Σ.Σ.) ist die ausgegliederte Basketballsektion des griechischen Sportvereins Panionios. Gegründet wurde die Abteilung 1919 in Smyrna und ist heute beheimatet in Nea Smyrni, einem Vorort Athens.

## Geschichte
Die Basketballabteilung von Panionios nahm erstmals in der Saison 1928/1929 an der griechischen Meisterschaft teil, wobei sie auf Anhieb den zweiten Platz belegte. Der größte Erfolg der Mannschaft ist der Pokalsieg 1991, als man mit Theofanis Christodoulou im Finale PAOK Saloniki mit 73-70 bezwingen konnte. 1977 und 1995 stand der Verein zwar ebenfalls im Finale des Pokalwettbewerbs, musste sich jedoch beide Male geschlagen geben. 1987 stand der Verein im Finale um die Griechische Meisterschaft und unterlag dort dem damaligen Serienmeister Aris Saloniki. Die bedeutendsten internationalen Erfolge waren die Halbfinalteilnahmen 1994 und 1998 im Korać-Cup. In der Saison 2008/2009 nahm der Verein erstmals an der EuroLeague teil. In der Saison 2012/2013 nahm der Verein am ULEB Eurocup teil.
Nachdem der Verein zum Ende der Saison 2014/15 den letzten Tabellenplatz belegt hatte, stieg er nach 33-jähriger Zugehörigkeit aus der Basket League ab. Dieser gehörte er ab der Saison 2017/18 wieder an.

## Heimstätte

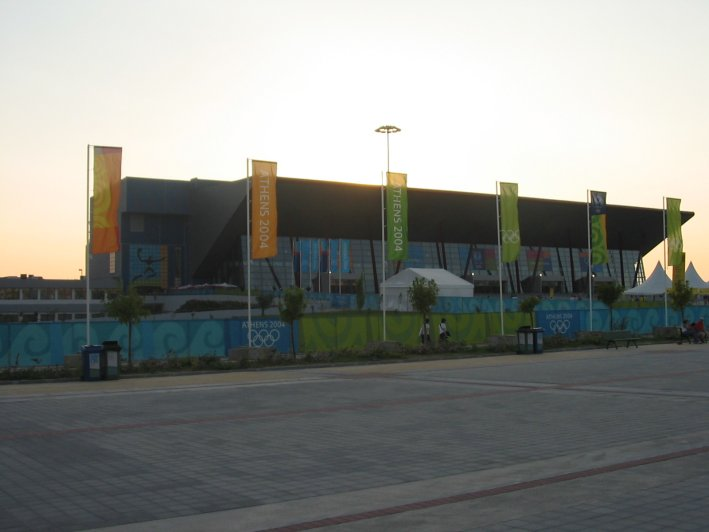
Indoor Arena

Zwischen 2004 und 2009 trug Panionios seine Heimspiele in der anlässlich der Olympischen Sommerspiele 2004 neu errichteten Indoor Arena aus. Seit der Saison 2009/2010 spielt Panionios wieder an alter Spliestätte, dem Klisto Neas Smyrnis das ein Fassungsvermögen von 2.000 Zuschauerplätzen aufweist.

## Titel
- Griechischer Pokalsieger: 1991

## RetiredNumbers
- 4 – Theofanis Christodoulou (1983–1997)
- 8 – Boban Janković (1992–1993)

## Bedeutende oder bekannte ehemalige Spieler
| - Nikolaos Chatzis - Theofanis Christodoulou - Dimosthenis Dikoudis - Panagiotis Giannakis - Nikos Ikonomou - Giorgos Kalaitzis - Panagiotis Koroneos - Nikolaos Linardos - Theodoros Papaloukas - Dimitris Papanikolaou - Dusan Sakota - Georgios Sigalas - Vasilios Xanthopoulos | - P. J. Brown - Boban Janković - Žarko Paspalj - Miloš Vujanić - Jurij Zdovc | - Stephen Arigbabu - Sebastian Machowski |

## Bedeutende ehemalige Trainer
- Panagiotis Giannakis
- Agamemnon Ioannou
- Dušan Ivković
- Konstantinos Missas